# Гановер Тауншип (округ Лігай, Пенсільванія)
Гановер Тауншип (англ. Hanover Township) — селище (англ. township) в США, в окрузі Нортгемптон штату Пенсільванія. Населення — 1689 осіб (2020).

## Демографія
Згідно з переписом 2010 року, у селищі мешкала 1571 особа в 715 домогосподарствах у складі 415 родин. Було 751 помешкання
Расовий склад населення:
| - 78,7 % — білих - 7,6 % — чорних або афроамериканців - 4,9 % — азіатів - 0,1 % — вихідців з тихоокеанських островів - 0,1 % — корінних американців - 4,8 % — осіб інших рас |

До двох чи більше рас належало 3,8 %. Частка іспаномовних становила 14,6 % від усіх жителів.
За віковим діапазоном населення розподілялося таким чином: 19,1 % — особи молодші 18 років, 64,7 % — особи у віці 18—64 років, 16,2 % — особи у віці 65 років та старші. Медіана віку мешканця становила 38,1 року. На 100 осіб жіночої статі у селищі припадало 95,6 чоловіків;  на 100 жінок у віці від 18 років та старших — 90,6 чоловіків також старших 18 років.
Середній дохід на одне домашнє господарство  становив 58 855 доларів США (медіана — 52 169), а середній дохід на одну сім'ю — 63 647 доларів (медіана — 58 636). Медіана доходів становила 47 056 доларів для чоловіків та 37 176 доларів для жінок. За межею бідності перебувало 11,0 % осіб, у тому числі 25,5 % дітей у віці до 18 років та 6,6 % осіб у віці 65 років та старших.
Цивільне працевлаштоване населення становило 919 осіб. Основні галузі зайнятості: освіта, охорона здоров'я та соціальна допомога — 19,5 %, виробництво — 16,2 %, науковці, спеціалісти, менеджери — 12,7 %, роздрібна торгівля — 12,0 %.